# لوییک برونی
لوییک برونی (انگلیسی: Loïc Bruni؛ زادهٔ ۱۳ مهٔ ۱۹۹۴) دوچرخه‌سوار اهل فرانسه است.
وی در مسابقات کشوری و بین‌المللی در مجموع برندهٔ ۳ مدال طلا شده‌است.